# Destinées (série télévisée, 2007)
Pour les articles homonymes, voir Destinées.
Destinées est un téléroman québécois en 182 épisodes de 43 minutes scénarisé par Michelle Allen et diffusé entre le 5 septembre 2007 et le 15 avril 2014 sur le réseau TVA.

## Distribution
- Patrice Godin : Bernard Morel
- Catherine Allard : Rachel Miljours
- Sandrine Poirier-Allard : Roxanne Miljours-Bédard
- Antoine Boucher : William Miljours
- Alain Zouvi : Jean-Marc Provencher (†)
- Pascale Montpetit : Louise Ferland
- Pierre-Paul Alain : Alexis Provencher
- Sonia Vachon : Solange Germain
- Jeff Boudreault : Maurice Morin
- Jérémy Bernard : Jérémie Germain-Provencher
- Marie-Chantal Perron : Annette Léger
- François Chénier : Normand Fiset (†)
- Isabelle Brouillette : Elizabeth Pellerin
- Jean L'Italien : Lucien Pronovost
- Paule Baillargeon : Claire Pellerin (†)
- Denis Trudel : Gaétan Pellerin
- Louis-Georges Girard : Jacques Simard
- Isabelle Guérard : Jane Simard
- Jean-François Beaupré : Stéphane Simard (†)
- Frédéric Pierre : Fred Gauthier
- Julie McClemens : Juliette Asselin (†)
- Julie Deslauriers : Sophie St-Louis
- Dany Boudreault : Félix Tanguay
- Bianca Gervais : Camille Lambert
- Micheline Bernard : Estelle Morel
- Francine Ruel : Françoise Miljours
- Pier Paquette : Me Julien Houle/Dorothée Houle
- Claude Despins : Serge Tardif
- Alyssa Labelle : Arielle
- David Savard : Christian Juneau
- Mylène St-Sauveur : Kim Leduc
- Romane Denis : Léonie Juneau
- Évelyne Rompré : Martine Legault
- Yohan Riendeau : Maxime
- Carmen Dubois : Annick Bergeron
- Louise Portal : Pauline Fiset
- Marie-Ève Beaulieu : Chantal Fiset
- François Gervais : Loïc Fiset
- Yves Corbeil : Armand Pronovost
- Louisette Dussault : Brigitte Pronovost
- Sophie Bourgeois : Enquêteur Proulx
- Leïla Thibeault-Louchem : Zara Tekell
- Christian De La Cortina : Carlo Suarez
- Lise Roy : Denise Deslauriers
- Frank Schorpion : Peter O'Neil
- Noémie Yelle : Nathalie Lussier
- Vincent Magnat : Hugo Plante
- Mahée Paiement : Fanny Roussel (†)
- Danny Gilmore : Pascal Jarry
- Pierre Gendron : Daniel Patenaude
- Vincent Bilodeau : Dr Samuel Johnson
- Linda Roy : Colette Leblanc (†)
- Aubert Pallascio : Père d'Estelle
- Nathalie Claude : Inspectrice
- Alexandre Landry : Olivier Côté (†)
- Cédric Pépin : Éric Dion
- Louis-David Morasse : Sirius
- Jocelyn Blanchard : Rémy Landry
- Jean-François Nadeau : Émile
- Annick Bergeron : Carmen Dubois
- Benoît Langlais : Vincent
- Marie Turgeon : Anaïs Langevin
- Benoît Gouin : Thomas Leduc
- Louis Champagne : Nelson Laberge
- Anthony Therrien : Sylvio Laberge
- Allycia Turgeon : Romy Tanguay-Miljours
- Fayolle Jean : Dr Beaulieu
- Jules Philip : Policier Gosselin
- Renée Cossette : Médecin de Claire
- Natalie d'Anjou : Garde Patry
- Mirianne Brûlé : Noémie
- Marie-Josée Forget : Maryse
- Valérie Gagné : Dr Élizabeth
- Marie-France Marcotte : Sergent
- Catherine Paré : Vicky
- Diane Robitaille : Tournesol
- Maxime Allard : Sébastien Dupré
- Jean-Marc Dalphond : Huissier
- Jean Harvey : Policier aux douanes
- Michel Houde : Claude Merle
- Jean-Michel Paré : Gardien de prison
- Christophe Rapin : Docteur
- Patrick Drolet : M. Coderre
- Rose-Maïté Erkoreka : Sylvie Beaudoin
- Charles Bender : Samuel
- Annick Desmarais : Infirmière
- Pierrette Robitaille : Sylvie Turcotte
- Roger La Rue : Raymond Bilodeau
- Denis Roy : Dr Thibault
- Élyse Aussant : Dr Gendron
- Isabelle Gaumont : Policière
- Sébastien Beaulac : Policier
- Line Lafontaine : Macha
- Dominique Pétin : Josée
- Chantal Baril : Monique Loiseau
- Marc-François Blondin : Animateur radio
- Mikhail Ahooja : Gabriel
- Miro Belzil : Gabriel
- Louise Cardinal : Garde Michaud
- Jean-Antoine Charest : Daniel Hétu
- Rosemarie Craig : Sandra Deslauriers
- Béatrice Dos Santos-Brais : Rosalie
- Léalie Ferland-Tanguay : Plaisance
- Christine Foley : Sylvia Lépine
- André Lacoste : Paul Laframboise
- Sandra Lavoie : Pénélope
- Émile Mailhiot : Martin Miljours
- Mélanie Maynard : Micheline Faribault
- Isabelle Miquelon : Mère de Rosalie
- Ghyslain Tremblay : Guy Loiseau
- Pierre Pinchiaroli : Médecin
- Carole Chatel : Daniela
- Pierre-Luc Lafontaine : Karl Langevin
- Daniel Parent : Dr Dickson
- Marie-Ève Laverdure : Olivia
- Marie Michaud : Ludmilla
- Normand Daoust : Juge
- Elliot Miville-Deschênes : Sébastien
- Patrick Goyette : Inspecteur Dulude
- Christian Grenier : Sergent-détective Bélanger
- Jean-François Blanchard : Dr Renaud
- Sylvain Carrier : Enquêteur Moreau
- Normand Canac-Marquis : Dr Despatie
- Valérie Chevalier : Sarah
- Alice Morel-Michaud : Alice
- Viviane Pacal : Sandy Fichman
- Marie-Évelyne Baribeau : Gérante
- Sylvain Bélanger : Inspecteur
- Olivier L'Écuyer : Notaire
- Michel Perron : Gabriel Bergeron
- Jean-Simon Leduc : William Morel-Miljours
- Daniel Laflamme : Livreur
- Étienne Pilon : Simon Beaupré

## Fiche technique
- Auteure principale : Michelle Allen
- Auteurs : Pierre-Louis Sanschagrin, Marie-Hélène Dubé et Manon Vallée
- Réalisateurs : Richard Lalumière, Paul Carrière et Miryam Bouchard
- Producteur : André Dupuy
- Productrice déléguée : Joanne Dorion
- Producteurs exécutifs : Jacquelin Bouchard, Sylvie Desrochers et Carole Dufour
- Société de production : Pixcom

## Épisodes

### Première saison (2007-2008)
La première saison de 26 épisodes a été diffusée du 5 septembre 2007 au 9 avril 2008.
1. Miroir, miroir
2. Émotions fortes
3. Principe de réalité
4. Damage Control
5. La marge d'erreur
6. La croisée des chemins
7. L'effet rétro
8. L'amour mode d'emploi
9. À vaincre sans peur
10. Attention, glace mince
11. Quelle famille ?
12. Célébrations
13. Double jeu
14. Les portes tournantes
15. Timing
16. Sauce piquante
17. Boomerang
18. Une boutielle à la mer
19. L'heure des comptes
20. Botox Party
21. La bonne direction
22. Attraction fatale
23. Le naturel revient au galop
24. La descente aux enfers
25. Le tout pour le tout
26. Plier comme le roseau

### Deuxième saison (2008-2009)
La deuxième saison de 26 épisodes a été diffusée du 10 septembre 2008 au 15 avril 2009.
1. À deux doigts du bonheur
2. Lendemain de veille
3. La faille
4. En chute libre
5. Bombe à retardement
6. Les grands moyens
7. Le vrai mensonge
8. Les mots pour le dire
9. Petits et grands bonheurs
10. Le nombril du monde
11. Retrouvailles
12. Devine qui vient dîner ?
13. Tomber de haut
14. Dans le bain
15. Poker Face
16. Adam et Ève
17. Jeu de rôle
18. Les fruits sont mûrs
19. Strip-tease
20. Jouer avec le feu
21. La hache de guerre
22. Les pots cassés
23. Poison lent
24. Peau neuve
25. Territoires
26. Quitter le nid

### Troisième saison (2009-2010)
La troisième saison de 26 épisodes a été diffusée du 16 septembre 2009 au 7 avril 2010.
1. Le Ciel sur la tête
2. Le Chat sort du sac
3. Révélations
4. Présomption d'innocence
5. Champ de bataille
6. Coup de tête
7. La Peur du vide
8. Vertige
9. Le Piège
10. Déni
11. Le Temps emprunté
12. Secrets
13. La Confusion des sentiments
14. Je t'aime moi non plus
15. Solitudes
16. Le Point de friction
17. Les Bonnes intentions
18. Passer le test
19. Renaissance
20. Le Principe de réalité
21. Liberté chérie
22. Pères indignes
23. Lâcher prise
24. Missing
25. Temps suspendu
26. Terminus

### Quatrième saison (2010-2011)
La quatrième saison de 26 épisodes a été diffusée du 15 septembre 2010 au 6 avril 2011.
1. Un temps nouveau
2. Manquer le train
3. Sang chaud, sang froid
4. L'Épée de Damoclès
5. L'Enfant prodigue
6. Qui ne risque rien...
7. Poussières retombées
8. S'engager ou pas
9. Ça déménage
10. Retour aux sources
11. Shower d'eau froide
12. Baiser volé
13. Jeux de guerre
14. Blessures
15. Le Choix de Juliette
16. L'Inespéré
17. Les Rois mages
18. Tentation
19. Feu de bengale
20. Reality Check
21. L'Effet domino
22. Tempêtes
23. Le Négociateur
24. Quel gâchis!
25. L'Ange gardien
26. Pour l'amour de Romy

### Cinquième saison (2011-2012)
La cinquième saison de 26 épisodes a été diffusée du 14 septembre 2011 au 11 avril 2012.
1. L'intrus
2. Caïn et Abel
3. Suspect #2
4. Rien ne va plus
5. Dommages collatéraux
6. Piratage
7. Désenchanté
8. Conséquences
9. L'avocat du diable
10. Ces choses qu'on enterre
11. La grande évasion
12. Something Blue
13. Manipuler avec soin
14. Serpents et échelles
15. De père en fils
16. La traversée du désert
17. En chute libre
18. La vérité en face
19. Wake up call!
20. Vendetta
21. Éloge de la fuite
22. L'engrenage
23. Une vie nouvelle
24. Overdose
25. Dans l'œil de l'ouragan
26. Point de non retour

### Sixième saison (2012-2013)
La sixième saison de 26 épisodes a été diffusée du 11 septembre 2012 au 9 avril 2013.
1. Visa le noir tua le blanc
2. Big Bang
3. Paradis perdu
4. Tourner le dos
5. Le début d'un temps nouveau
6. Les vieux patterns
7. Quel gâchis!
8. Avoir des ailes
9. Éclaircie
10. Réalité ou fiction
11. Fantômes
12. Blanc comme neige
13. Dernière chance
14. Auto-défense
15. Plonger
16. Cauchemars
17. Les éclopés
18. Stratagèmes
19. Urgence de vivre
20. Ultimatum
21. Éloge de la fuite
22. In extremis
23. Le chat sort du sac
24. Trêve
25. Talon d'Achille
26. Le plus beau jour de ma vie

### Septième saison (2013-2014)
La septième et dernière saison a été diffusée du 10 septembre 2013 au 15 avril 2014.
1. Fondu au noir
2. En attendant...
3. Le Secret
4. Résurrection
5. Haute surveillance
6. Faites-le pour moi
7. Adieux
8. Confiance
9. Faux départ
10. Cendres et poussières
11. Donne-moi une chance
12. Le dernier mot
13. État d'urgence
14. De l'eau dans le vin
15. Œil pour œil
16. Décisions
17. Raviver la flamme
18. Terre brûlée
19. Mirage
20. Mondes parallèles
21. Le chat dans le sac
22. Angle mort
23. Vendetta
24. Home
25. Drapeau blanc
26. Destinées

## Distinctions
- Prix Gémeaux 2011 Meilleur premier rôle féminin : téléroman - Marie-Chantal Perron